# Цыганов, Александр Анатольевич
Александр Анатольевич Цыганов (литературный псевдоним Александр Пересвет) — российский журналист и публицист, автор научно-популярных и художественных книг.

## Биография
Родился в Москве, в семье инженеров, работавших в атомной отрасли. Род отца - из деревень Колетино и Еромчино Кадомского района Рязанской области, род матери - из посёлка Донской Тульской области.
Среднюю школу окончил в Москве в 1975 году. Трудовую биографию начал телеграфистом на Центральном телеграфе в Москве, затем работал регулировщиком радиоаппаратуры на Московском машиностроительном заводе «Знамя труда».
В 1976 поступил в Московский технологический институт лёгкой промышленности, но со 2-го курса оставил учёбу из-за решения получить специальность журналиста и был призван в армию. Службу проходил в 1977—1979 гг. в рядах Внутренних войск МВД СССР.
После увольнения в запас поступил на подготовительный факультет МГУ им. М. В. Ломоносова, с 1980 года начал учиться на факультете журналистики МГУ. Окончил его заочно в 1986 году.
В 1982 году был направлен по студенческому обмену в Лейпцигский университет (ГДР), который окончил в 1985 году. Учился на факультете журналистики, одновременно изучал историю Германии. Дипломная работа была посвящена преобразованию британского агентства Reuters в холдинг в конце 1970-х — начале 1980-х годов.
Во время учёбы печатался в лейпцигской городской газете «Leipziger Volkszeitung» (LVZ).
В 1985 году пришёл на работу в Телеграфное агентство Советского Союза (ТАСС), работал стажёром в редакции науки, затем корреспондентом в Главной редакции социалистических стран (ГРСС). Был одним из создателей молодёжной редакции ТАСС.
В 1989 году был приглашён в «Литературную газету» руководителем группы новостей «Пульс». Группа делала первую, новостную, полосу газеты; менее чем через 2 года вместо одной новостной полосы в ЛГ под его руководством существовало уже три. 
В 1991 году по приглашению главного редактора еженедельника «Московские новости» Егора Яковлева перешёл в эту газету, где стал редактором отдела «Досье». 
С 1992 по 1998 год работал в журнале «Огонёк» обозревателем отдела политики, а затем заведующим отделом международной политики. Одновременно работал в 1993—1995 годах в еженедельнике «Аргументы и факты» обозревателем в отделе политики.
В 1997 году был приглашён главным редактором журнала «Неизвестная планета», но в связи с кризисом и дефолтом 1998 года журнал, печатавшийся в Финляндии, своё существование прекратил. 
В дальнейшем работал в газетах «Россія», «Гудок», «Труд».
С 2000 по 2009 год был главным редактором российско-германского издательства «Интерэксперт».
В 2009 году вернулся в ИТАР-ТАСС заведующим отделом науки. В 2012 году стал научным обозревателем ИТАР-ТАСС.
В 2016 году был вынужден оставить агентство и перешёл на работу обозревателем портала «Царьград ТВ». Завершил сотрудничество с порталом в ноябре 2021 года.
С декабря 2017 по ноябрь 2019 года параллельно с работой в «Царьград ТВ» служил советником заместителя председателя совета Российского фонда фундаментальных исследований (РФФИ). Отвечал за информационное продвижение и популяризацию науки. За время этой деятельности упоминаемость РФФИ в федеральной, научной и мировой прессе поднялась на порядок - с менее 30 до более 500 в год.
В начале 2024 года вернулся в ТАСС в качестве обозревателя Аналитического центра ТАСС.
В 1991—1995 гг. был отмечен в качестве специалиста по пиару и пресс-секретаря во время выборов в различные органы законодательной власти, в том числе в Государственную Думу РФ. Отмечена работа в качестве спичрайтера и имиджмейкера на выборах в Калининграде в 1998 г..
В качестве журналиста находился в зоне боевых действий и освещал события в Нагорном Карабахе (1992), Афганистане (1997), а также в Москве в августе 1991 года и октябре 1993 года. Во время путча 1993 года при исполнении журналистской деятельности был задержан пропрезидентскими силами и помещён в тюрьму "Матросская тишина". 
Был в Ираке во время его конфликта с США и блокады со стороны США.
Освещал события в Чечне в 1994 - 1996 годах.
Был в Крыму в марте-апреле 2014 года.
Осенью - зимой 2014 - 2015 гг. находился в Донецке, Луганске и Луганской области.  
С 1992 по 1998 год издавал собственные политико-аналитические еженедельные бюллетени «Векторы», «Досье» и «Персоналии». В 2003 году создал Издательский дом «Александр Пересвет», в рамках которого издавались бюллетени «Верный тон» на тему правильного общения в бизнесе и журнал «Ваше право в ЖКХ». В 1991—1993 гг. публиковался в газете «Frankfurter Rundschau» (ФРГ). В 1998—1999 гг. был внештатным корреспондентом германского журнала «Focus» в Москве.
В 1989—1990 годах вместе с поэтом Андреем Демченко создал первую в СССР независимую гражданскую организацию дружбы с зарубежной страной — «Гражданскую инициативу дружбы жителей малых городов», объединившую подмосковную Истру и город Бад Орб в округе Майн-Кинциг в ФРГ (в Германии известна как «Istra-Initiative»). Эта организация собрала и отправила 02.01.1991 г. в Россию первый в тогдашней истории конвой с гуманитарной помощью, а позднее стала центром многообразных гуманитарных обменов между обычными гражданами обеих стран.
В 2012 году участвовал в конном казачьем марше Москва — Париж в честь 200-летней годовщины Отечественной войны 1812 года. В качестве спецкора ИТАР-ТАСС ежедневно передавал репортажи о конном походе Архивная копия от 12 апреля 2014 на Wayback Machine, прошедшем через территорию России, Белоруссии, Литвы, Польши, Германии и Франции. Поход был организован коннозаводчиком Павлом Мощалковым и признан не имевшим аналогов в истории и одним из важнейших событий юбилейного 2012 года.
В 2015 году участвовал во втором конном казачьем походе, организованном Павлом Мощалковым, — на сей раз на Берлин, в ознаменование 70-летия Великой Победы.
Свободно владеет немецким языком, в различной степени — английским, французским, шведским, норвежским, датским, польским языками. В научной и литературной работе пользуется древнерусским, готским и древнескандинавским (древнесеверным) языками. Писал стихи/висы на древнесеверном языке.
Ведёт блог в ЖЖ.
Женат, имеет дочь.

## Преподавательская деятельность
В 1997—2007 гг. преподавал в МГУ им. М. В. Ломоносова, на факультете журналистики. Вёл курс практики информационного воздействия и практической репортёрской деятельности.
В 2006 году давал ряд литературных семинаров в Германии.

## Литературная деятельность
Александр Анатольевич Цыганов — автор нескольких книг, печатающийся под псевдонимом Александр Пересвет. При этом писателем себя не называет, говоря, что всего лишь публицист, ибо «не занимается художественными текстами». Тем не менее, известны по меньшей мере 4 его опубликованных рассказа в жанре «фантастика». Кроме того, в 2014 году в издательстве «Эксмо» вышла его книга детективного жанра «Слёзы Рублёвки». Ещё одна книга в жанре «попаданцев» в прошлое размещена в «Самиздате».

## Награды
В 2015 году награждён медалью ордена «За заслуги перед Отечеством» II степени.
В 2015 году награждён медалью «За заслуги» I степени Луганской Народной Республики.